# Михайлов, Александр Николаевич (хоккеист)
Александр Николаевич Михайлов (род. 26 июня 1958, Ленинград) — советский и российский хоккеист, защитник, тренер. Мастер спорта СССР.
Начинал играть в ленинградских командах второй лиги «Шторм» (1975/76) и «Судостроитель» (1976—1978). В высшей лиге выступал за СКА Ленинград в сезонах 1978/79 — 1982/83, 1984/85 — 1987/88. В сезоне 1983/84 играл во второй лиге за «Звезду» Оленегорск.
Бронзовый призёр чемпионата СССР 1986/87.
Тренер в СКА в сезоне 1989/90. Работал в системе клуба.
Директор спортивной школы имени Н. Дроздецкого Колпино, входящую в состав Академии СКА.
Награждён почётным знаком «За заслуги в развитии физической культуры и спорта», благодарностью Министерства спорта РФ.